# Флоря, Николай Фёдорович
Никола́й Фёдорович Фло́ря (19 октября 1912, Одесса — октябрь 1941, Вязьма) — советский астроном и популяризатор науки.

## Биография
Родился в семье священника Фёдора Филаретовича Флори (1881—18.04.1958, Одесса), учителя латыни молдавского происхождения. Начал заниматься астрономией самостоятельно, потом в городской народной обсерватории. Любимая область: звезды типа Алголь и цефеиды. В 20 лет становится научным сотрудником Ташкентской обсерватории, где занимается переменными звездами.
В 23 года — старший научный сотрудник и учёный секретарь крупнейшего научного института — Государственного Астрономического института имени Штернберга при Московском Университете.
Член редколлегии и учёный секретарь крупнейшего научного журнала «Астрономического журнала». Область исследований: переменные звезды, астероиды, распределение вещества в галактической плоскости, галактика.
В начале Великой Отечественной войны находился на фронте в составе одной из московских дивизий народного ополчения (ДНО). Погиб в окружении вблизи Вязьмы в октябре 1941 года, в так называемом «Вяземском котле».

## Семья
Старший сын — Фёдор Флоря, младший сын — Борис Флоря.

## Публикации
- 77 переменных звёзд в Единороге и Большом псе // Труды ГАИШ. Т. 8. № 2. С. 5-121.
- Методы исследования переменных звёзд / Б. В. Кукаркин, П. П. Паренаго, Н. Ф. Флоря, В. П. Цесевич. — М.: Гостехиздат, 1947.